# Hermann August Hagen
Hermann August Hagen (Königsberg, 30 augustus 1817 - Cambridge, 9 november 1893) was een Amerikaans/Duits entomoloog, zoöloog en arts.

## Carrière
Hagen werd geboren in 1817 in Königsberg, Pruisen, waar hij ook studeerde aan de Universiteit van Königsberg. in 1840 behaalde hij zijn doctoraat in de geneeskunde. Op uitnodiging van Louis Agassiz (1807-1873) verhuisde hij, in 1870, naar de Verenigde Staten om te helpen bij het opzetten van een afdeling entomologie aan het Museum of Comparative Zoology van Harvard. In 1870 werd hij de eerste hoogleraar entomologie aan een Amerikaanse universiteit. Harvard werd vanaf die tijd het centrum van entomologische activiteit in de VS. 
Hagen was lid van diverse wetenschappelijke verenigingen, zoals de American Academy of Arts and Sciences, de American Philosophical Society en de American Entomological Society.

## Enkele werken
Hagen schreef meer dan 400 wetenschappelijke artikelen, veelal over netvleugeligen (Neuroptera) en libellen (Odonata) en enkele grote werken : 
- Met Edmond de Sélys Longchamps. Revue des odonates ou Libellules d'Europe. in: Mémoires de la Société Royale des Sciences de Liége (1850).
- Monographie der Termiten (1855-1860).
- Synopsis of North American Neuroptera (1861). (later bewerkt en gecorrigeerd door Alexander Henry Haliday in 1857  in Explanation of terms used by Dr Hagen in his synopsis of the British Dragon-flies.)
- Bibliotheca Entomologica (1862-1863). (dit werk bevatte een lijst van alle entomologische literatuur tot aan 1862, en was ook wel bekend als de  "entomologist's bible.”)

- Biblioteca Nacional de España: XX4666685
- Bibliothèque nationale de France: cb125558284 (data)
- Catàleg d'autoritats de noms i títols de Catalunya: 981058519463506706
- CiNii: DA12145372
- Stuttgart Database of Scientific Illustrators 1450–1950: 7407
- Gemeinsame Normdatei: 116379065
- International Standard Name Identifier: 0000 0000 8222 7065
- Library of Congress Control Number: n83828441
- Nationale bibliotheek van Australië: 35125324
- Nationale Bibliotheek van Israël: 987007354473005171
- Nationale Bibliotheek van Polen: a0000002309194
- Nederlandse Thesaurus van Auteursnamen: 071848789
- Réseau des bibliothèques de Suisse occidentale: 02-A003340050
- SNAC: w6hm60ng
- Système universitaire de documentation: 078738105
- Trove: 833902
- Virtual International Authority File: 39492368
- WorldCat: E39PBJmMYHRfWPMvb8qwy6Xw4q